# Utricularia nigrescens
Utricularia nigrescens — вид рослин із родини пухирникових (Lentibulariaceae).

## Середовище проживання
Цей вид є ендеміком Бразилії, де він має великий географічний ареал.
Цей вид зазвичай росте на суші на вологих луках і піщаних ділянках.

## Використання
Вид культивується невеликою кількістю ентузіастів роду. Торгівля незначна.